# Bäckbykyrkan
Bäckbykyrkan är en kyrkobyggnad i stadsdelen Bäckby i Västerås, tillhör Västerås Lundby församling och är en del av Västerås pastorat. 
Den invigdes 1974 och är en samarbetskyrka mellan Svenska kyrkan och Evangeliska Fosterlandsstiftelsen, EFS. Redan då stadsdelen ritades planerade man för en kyrka i centrum, och som ansvarig arkitekt för både kyrkan och en stor del av övrig centrumbebyggelse var Olle Stål.

## Historia
Ännu 1970 var området där Bäckby skulle växa fram en åker, men planerna var stora. Tanken var att 12 000 människor skulle flytta in i lägenheter i stadsdelen under första halvan av 1970-talet, vilket skulle göra den till en av de största i Västerås. Rakt genom Bäckby la man ett ”grönt stråk” där bland annat skolor, affärscentrum, bibliotek och idrottsplatser skulle ligga. Redan från början planerade man också för Bäckbykyrkan intill centrumlokalerna, men det dröjde till 1 september 1974 innan byggnaden kunde invigas av biskop Sven Silén. Liksom en stor del av resten av Bäckby centrum ritades också kyrkan av arkitekt Olle Stål på Rosenberg & Stål Arkitekter.
Kyrkan uppfördes som en samarbetskyrka mellan Västerås Lundby församling och EFS. Samarbetet mellan dem hade börjat redan 1967, då EFS missionshus i Västerås brann ner. De blev då erbjudna att fortsätta sin verksamhet i Mikaelikyrkan, som tillhör samma församling, av kyrkoherde Bertil Rylander. Man började därmed arbeta närmare varandra, och valde att uppföra den nya kyrkan tillsammans.
Samarbetet visade sig bli lyckat och kyrkan välbesökt. 1980 behövde den byggas ut med nya församlingslokaler, ritade av arkitekturbyrån Möller & Olson. En ny utbyggnad skedde också 1996.

## Kyrkobyggnaden
Entré sker från affärscentrumet och torget intill, genom de lägre församlingslokalerna framför kyrksalen som höjer sig med ett snedställt tak mot norr. Byggnaden har fasad av vitmålad stående panel. Framför står den mörka, futuristiska klockstapeln av limmade träbalkar, som tillsammans med två kopparkors på kyrksalens fasader berättar att det är en kyrka.
Det öppna kyrkorummets väggar och tak är klädda av liggande träpanel, bortsett från den vita korväggen och taket bärs upp av synliga, limmade träbalkar. På golvet ligger sintrade, tegelfärgade plattor. Den bakre delen av salen är möjlig att avskilja med hjälp av en skjutvägg. Koret är upphöjt ett par trappsteg, där den enkla predikstolen finns till vänster och orgeln till höger. I mitten står altaret, som utgörs av ett enklare träbord bakom ett rätvinklat altarskrank och prytt med ett kristallkors. Även de öppna, fasta bänkraderna, med plats för 175 personer, är tillverkade i furu. I församlingslokalerna finns bland annat expedition, samlingssal, kök och konfirmationslokaler.

## Inventarier
- Kyrkans orgel är byggd 1987 av en församlingsbo, Ove Hedlund, och har närmare 900 pipor.[3]
- Altartavlan är utförd som en bildväv i form av en triptyk, komponerad av textilkonstnären Britta Rendahl-Ljusterdal och vävd vid Gammelstadens handväveri i Luleå.[3]
- I klockstapeln hänger en 515 kg tung kyrkklocka gjuten hos Bergholtz klockgjuteri år 1974. Den bär en inskrift från Uppenbarelseboken: ”Anden och bruden säga: ’Kom.’ Och den som hör det, han säge: ’Kom.’ Och den som törstar, han komme; ja, den som vill, han tage livets vatten för intet.”[3]